# امان‌دره
امان‌دره جماعت و شهرکی در شمال غربی تاجیکستان است که در ناحیهٔ پنجکنت ولایت سغد قرار دارد. جمعیت این جماعت ۱۰٬۴۸۶ نفر است.